# Koválov
Koválov este o comună slovacă, aflată în districtul Senica din regiunea Trnava. Localitatea se află la altitudinea de 210 m deasupra n.m., se întinde pe o suprafață de 13,62 km2 și în 2017 număra 696 de locuitori.

## Istoric
Localitatea Koválov este atestată documentar din 1392.

## Demografie
| An:                | 1994 | 2004   | 2014   | 2024   |
| ------------------ | ---- | ------ | ------ | ------ |
| Număr de persoane: | 646  | 656    | 706    | 677    |
| Diferență:         |      | +1,54% | +7,62% | −4,10% |

| An:                | 2023 | 2024   |
| ------------------ | ---- | ------ |
| Număr de persoane: | 684  | 677    |
| Diferență:         |      | −1,02% |